# Râul Cotuș
Râul Cotuș este un mic curs de apă, afluent al râului Mureș. 

## Hărți
- Harta județului Mureș